# Городское кладбище (Таруса)
Городское кладбище Тарусы — некрополь, достопримечательность города Таруса.
Адрес : Таруса, улица Розы Люксембург, 29.
Именуется старым после открытия нового городского кладбища в южной части города (ул. Горького).
Один из главных туристических маршрутов города.

## История
В дореволюционной Тарусе захоронения производились около двух действующих городских церквей — Воскресенской церкви и собора Петра и Павла. Оба этих кладбища были закрыты в годы советской власти, а потом ликвидированы. Позднее место первого было застроено домами, на месте второго устроен городской парк.
Современное кладбище было открыто в 1934 году. В то время отведённая территория представляла собой городскую окраину в районе древнего тарусского городища.
Самые ранние датируемые захоронения на нём относятся к 1935—1937 годам. Редкие более ранние памятники перенесены с других городских кладбищ.
В 2004 на частные средства на кладбище была построена и 18 июля 2004 освящена часовня в честь преподобного Сергия Радонежского.
В настоящее время кладбище объявлено закрытым, по специальному разрешению производятся подзахоронения в родственные могилы.

## Известные захоронения
Наиболее известным захоронением на кладбище является могила крупного советского писателя Константина Георгиевича Паустовского (1892—1968). На кладбище проводятся мемориальные мероприятия в память писателя
На старом городском кладбище покоятся писатели И. Я. Бодров, А. И. Шеметов, С. А. Крутилин, Н. В. Богданов, Г. И. Грановский, Н. Д. Поташинский (Оттен), Е. М. Голышева; художники и скульпторы — П. И. Бондаренко, Д. В. Горлов, В. А. Ватагин, И. В. Ватагина, В. В. Журавлев, Н. В. Крандиевская, А. Л. Ржевская, Э. Е. Мазнев, В. В. Фаворская, И. И. Чекмазов, Э. Штейнберг, Ю. Б. Щербаков, С. А. Цветков, Ариадна Эфрон (дочь Марины Цветаевой, памятник на могиле — скульптор П. И. Бондаренко).

## Галерея

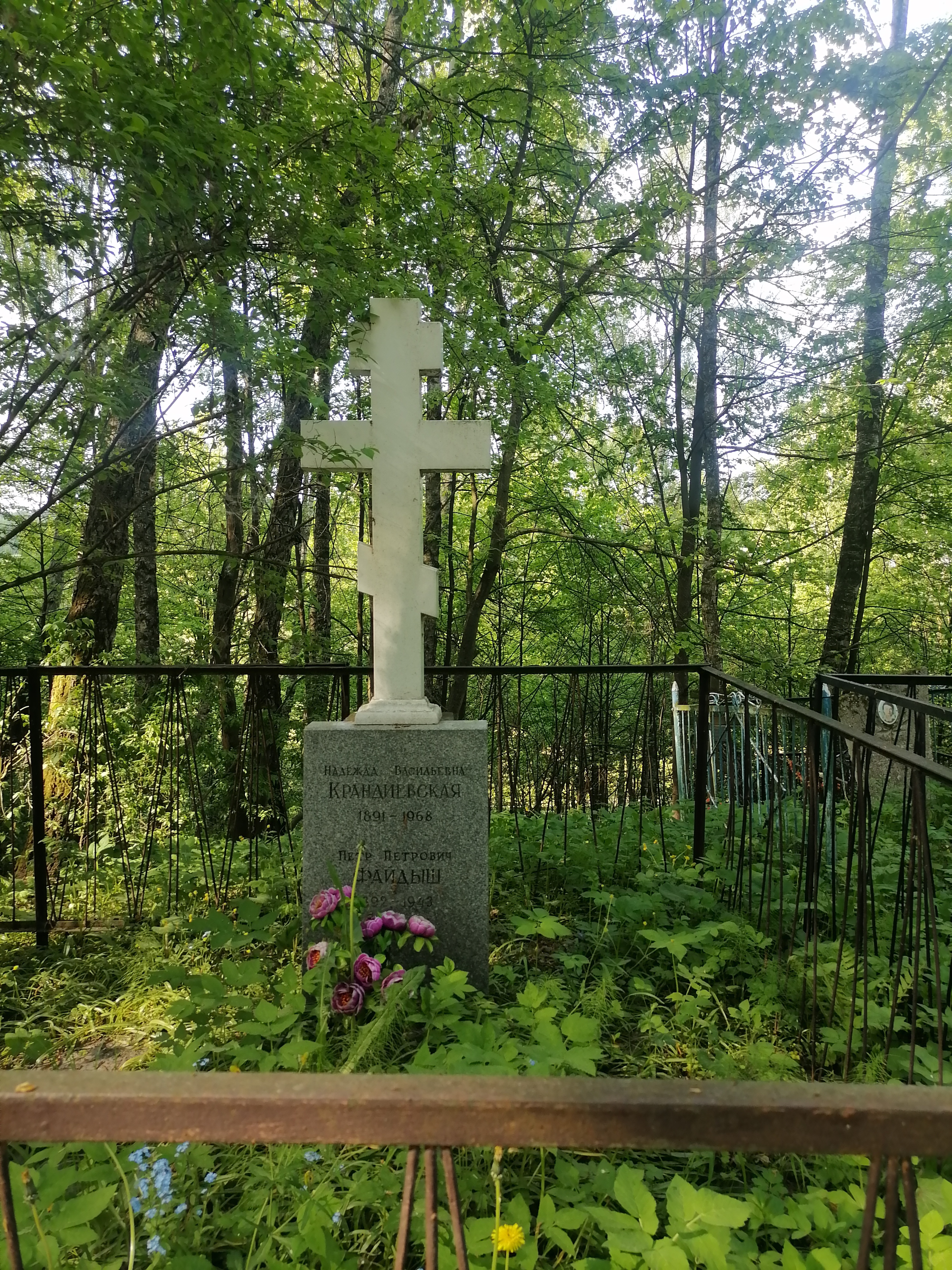
Могила Крандиевской
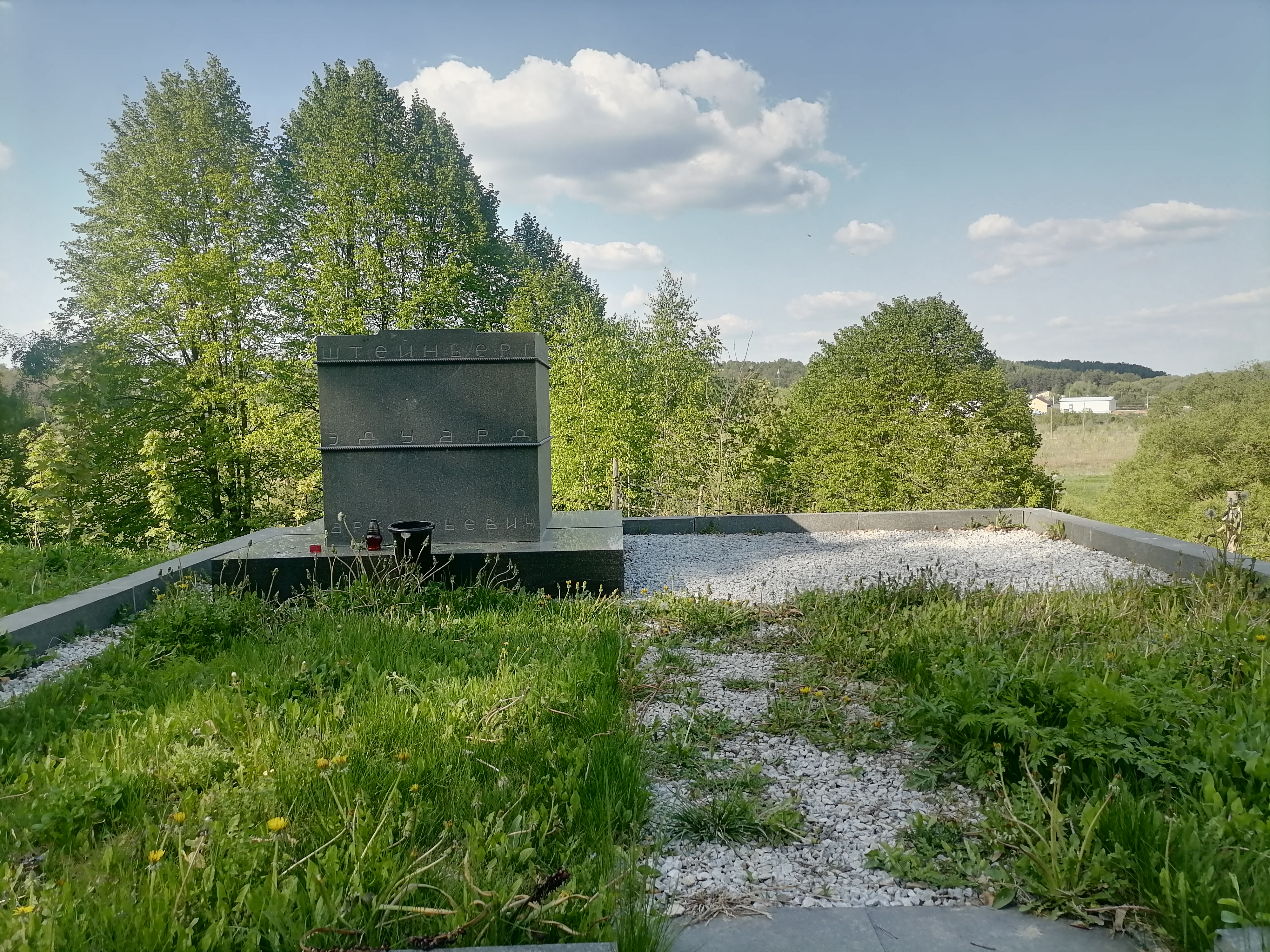
Могила Штейнберга
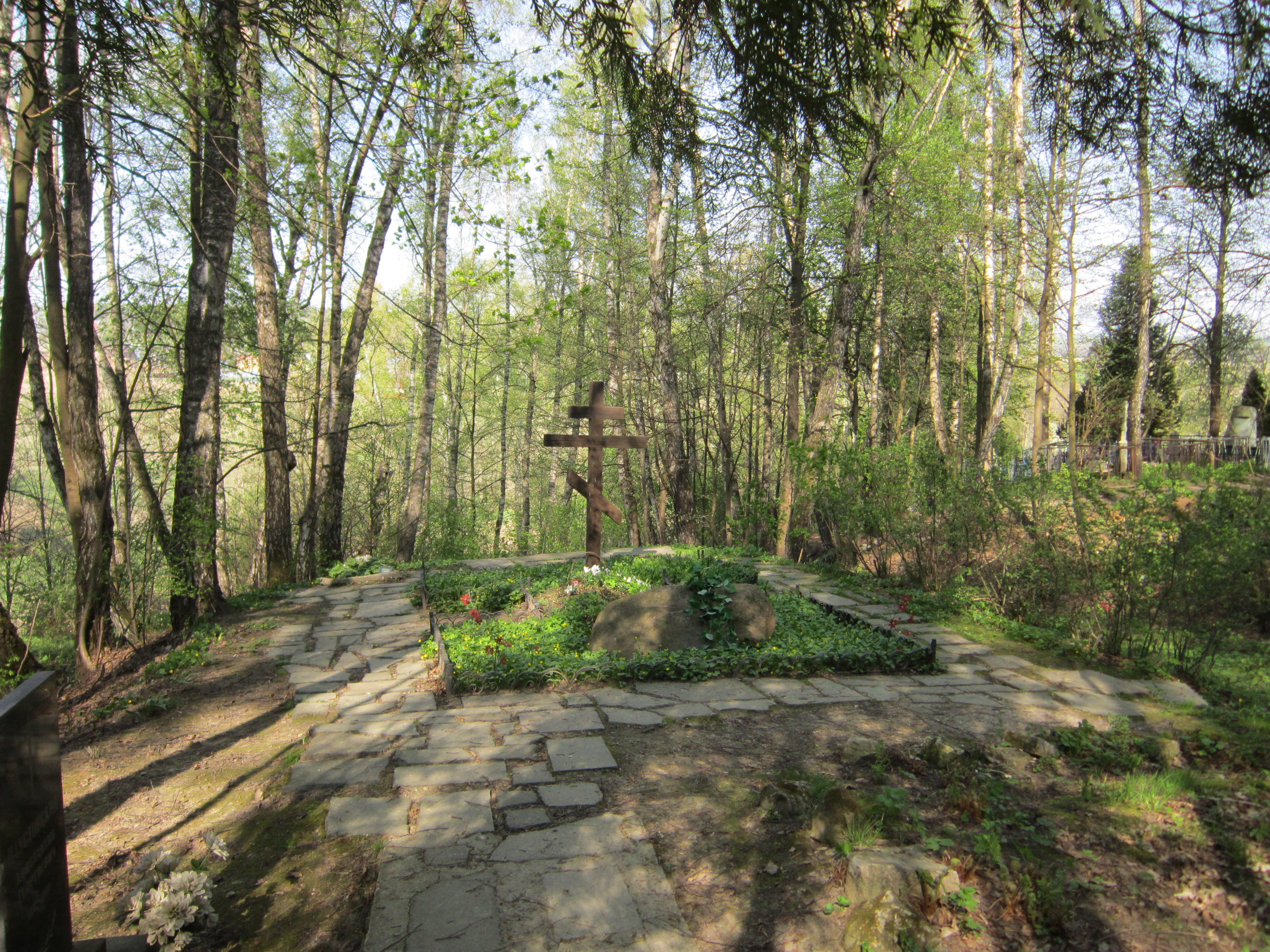
Могила Паустовского
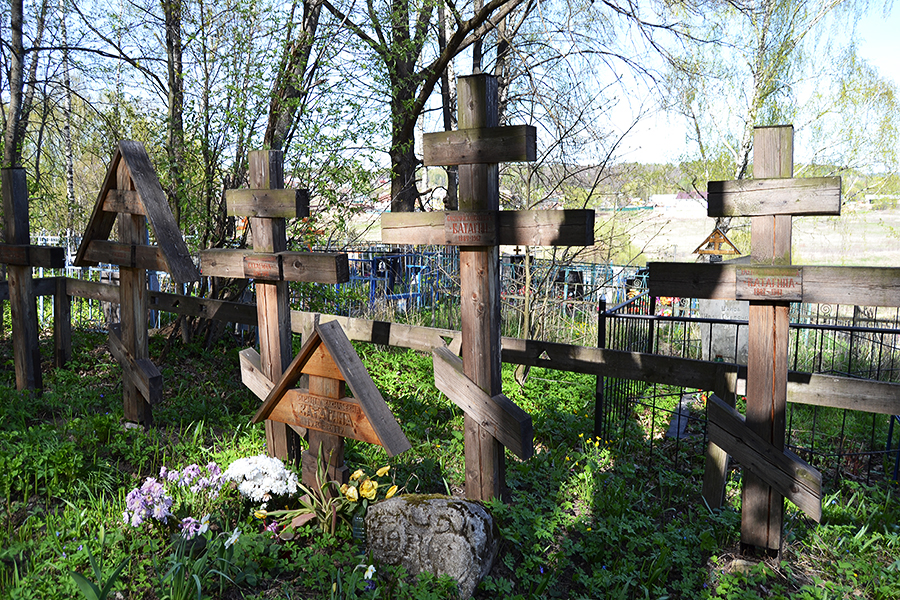
Семейное захоронение Ватагиных
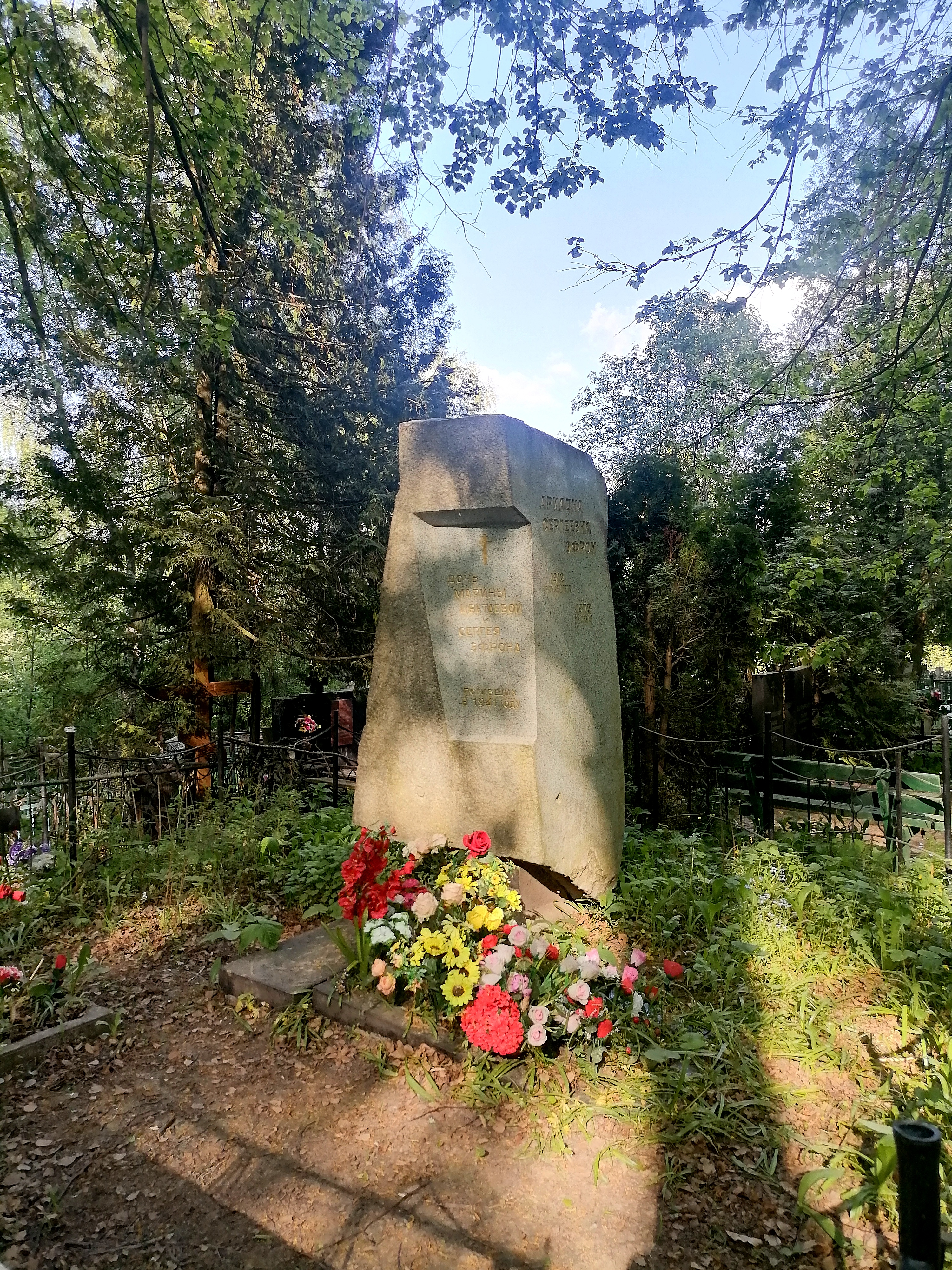
Могила Ариадны Эфрон
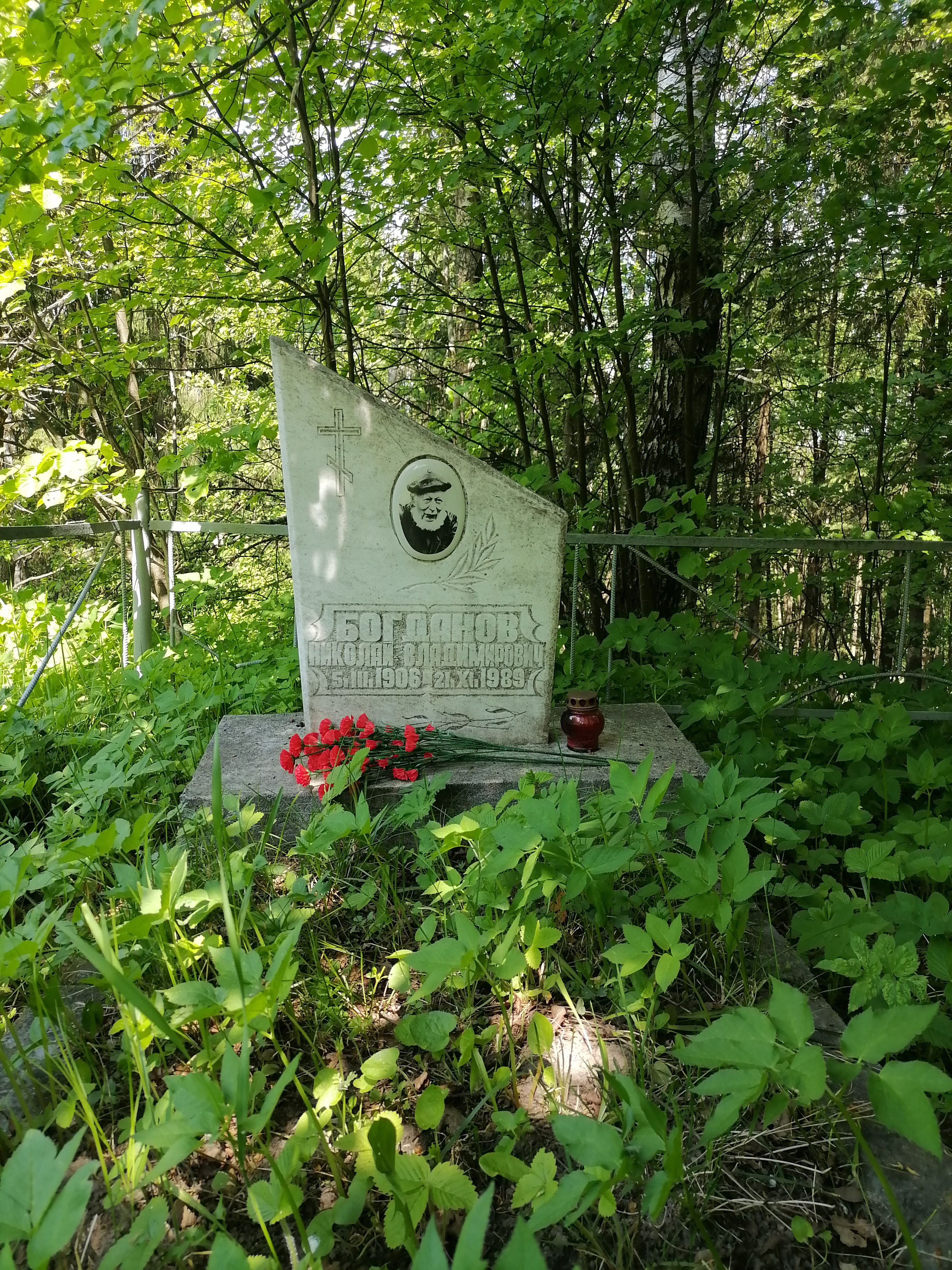
Могила Николая Богданова